# 小花钩牛膝
小花钩牛膝（学名：Pupalia micrantha）为苋科钩牛膝属下的一个种。